# Marco Valerio Messalla Messallino
Marco Valerio Messalla Messallino (in latino Marcus Valerius Messalla Messallinus o Messalinus; 36 a.C. circa – post 17) è stato un politico e militare romano dell'età giulio-claudia, appartenente alla nobile famiglia dei Valerii.

## Biografia

### Famiglia
Nato attorno al 36 a.C., era figlio del famoso oratore Marco Valerio Messalla Corvino, al quale assomigliava nel carattere. Divenne console nel 3 a.C., in ottemperanza al normale cursus honorum delle magistrature del periodo. Ebbe due figli, una certa Valeria, ed un maschio, Marco Valerio Messalla, divenuto anch'egli console nel 20.

### Proconsole in Illirico nel 6-7
Nel 6 fu proconsole dell'Illirico ed ebbe l'incarico di sostenere l'invasione della Boemia dei Marcomanni di Maroboduo dal Danubio, partendo da Carnuntum, sotto l'alto comando di Tiberio. 
Lo scoppio della rivolta dalmato-pannonica, quello stesso anno, lo costrinse a tornare in Illiria per sedare i primi fuochi della rivolta. Dopo uno primo scontro sfortunato, Messalino riuscì a battere e mettere in fuga 20.000 Dalmati che erano stati attirati in un'imboscata, e poi condusse l'intero esercito, senza grandi perdite, all'interno della fortezza legionaria di Siscia. Tiberio, che si unì a lui solo verso la fine dell'anno, a causa del procrastinarsi delle difficili trattative di pace condotte con il sovrano dei Marcomanni, Maroboduo, aveva, pertanto, costretto Valerio ad operare da solo, difendendo prima la provincia illirica, e poi sbarrando le porte di una possibile invasione dell'Italia, ai ribelli dalmati e pannoni. Per questi motivi riceveva gli ornamenta triumphalia, e la legione che lo accompagnò in questo duro anno di guerra, la legio XX, si meritò l'appellativo di Valeria Victrix, da Valerio Messalla Messalino.

### Amico di Tiberio
Messallino fu uno dei primi a praticare una forma di adulazione, quasi esagerata, nei confronti del princeps, in questo caso di Tiberio. 
Tacito racconta che, in occasione della prima riunione del Senato dopo la morte di Augusto, suggerì a Tiberio, divenuto imperatore, che a lui fosse giurata fedeltà, da parte di tutti i membri del senato, ogni anno, ma Tiberio declinò, domandandogli se una tale proposta fosse venuta da una sua espressa richiesta. Scrive Tacito:
(Tacito, Annales, I, 8)
Propose anche di erigere una statua d'oro di Germanico, da inserire nel tempio di Marte Ultore, per celebrare Tiberio e la memoria di Germanico. Anche questa volta Tiberio non accettò.
Il poeta Ovidio, ormai in esilio a Tomi da diversi anni, si appellava alla gratia che Valerio Messalla Messallino godeva presso il princeps, il cui padre, Messalla Corvino, era stato in passato suo grande amico ed estimatore, affinché gli fosse concessa la possibilità di far ritorno in Italia. Messallino, però, ne ignorò la richiesta e Ovidio morì esule nel 18, lungo le coste del Ponto.